# Подводная лодка Александровского
Подводная лодка Александровского — одна из первых реально применявшихся на флоте конструкций российских подводных лодок с механическим приводом, созданная в 1865 году русским инженером и изобретателем И. Ф. Александровским (1817—1894). Первая лодка Александровского была построена на Балтийском заводе в 1866 году. Рабочим телом субмарины служил сжатый воздух.

## История проекта
Русский художник, фотограф и инженер И. Ф. Александровский приступил к проектированию подводного судна в 1853 году. В 1856 году И. Ф. Александровский ознакомился со строящейся в Кронштадте подводной лодкой «Зеетойфель» инженера В. Бауэра и нашёл её весьма несовершенной. Это подстегнуло изобретателя к ускорению работы над собственным проектом. В 1857 году он представил Морскому учёному комитету собственный проект подводного судна, который был признан несовершенным. В 1862 году, благодаря ходатайству генерал-лейтенанта С. О. Бурачёка, Морской учёный комитет повторно рассмотрел проект Александровского. При этом С. О. Бурачёк, несмотря на то, что горячо поддерживал принятие проекта, сделал ряд принципиальных замечаний: например, о замене гребных винтов гидрореактивными движителями, изменении формы судна, конструкции его рулей и замене пневматического привода на паровую машину. Александровский отказался принять предложения Бурачёка, тогда генерал-лейтенант, проголосовав за одобрение проекта Александровского, в последующие годы взялся за разработку собственной подводной лодки, однако проект не был доведён до конца. Немалая заслуга в успешном осуществлении новаторского проекта И. Ф. Александровского принадлежала также управляющему Морским ведомством адмиралу Н. К. Краббе, и создателю компрессора, баллонов сжатого воздуха и пневматической машины для лодки инженеру С. И. Барановскому.
14 июля 1862 года Морской учёный комитет одобрил проект Александровского, однако без выделения финансирования на него, указав, что Морское министерство таковых средств не имеет.
В течение года, с июля 1862 до июня 1863 года Александровскому удалось получить 140 тысяч рублей на постройку подводной лодки. Наконец, 4 июля 1863 года Государь Император Александр II подписал указ о начале производства субмарины. Заказ на неё был размещён на Балтийском заводе 18 июня 1863 года. Наблюдение за строительством подводной лодки в 1863 году осуществлялось генерал-майором Бурачёком, а с 1864 года контр-адмиралом Лисянским. Плановый срок постройки лодки был обозначен 1 сентября 1864 года, однако Балтийский завод построил её только к июню 1865. Лодка не была принята заказчиком по причине множества недоделок, и ещё почти год завод их устранял. Наконец, к маю 1866 года субмарина была построена. Готовая подводная лодка Александровского оказалась самой большой в мире к этому моменту — 33 метра.
Многое в подводной лодке Александровского было применено впервые в подводном судостроении. Так, впервые в мире было применено продувание водяного балласта сжатым воздухом для всплытия, используемое до настоящего времени вот уже 100 лет на всех подводных лодках мира. Впервые в мире на подводном судне был применен магнитный компас (для чего и обшивали переднюю часть субмарины сначала латунью, а затем медью вместо стали). На лодке Александровского также впервые была применена двухвальная машинная установка.
19 июня 1866 года состоялись первые испытания, которые прошли успешно. В течение июня-августа лодка Александровского неоднократно успешно погружалась в Средней гавани и на Большом рейде Кронштадта. Находясь на глубине нескольких метров, она маневрировала, всплывала и возвращалась своим ходом в гавань. В одном из погружений участвовал адмирал Попов.
«18-го августа в Кронштадском рейде были произведены, под надзором адмирала Попова, окончательные пробные опыты подводного плавания на лодке Александровского; опыты были в полнее удачны и теперь, по отзыву адмирала, вопрос подводного плавания можно считать разрешенным» — Санктъ-Петербургские ведомости. 23.8.1866. № 230.

14 сентября этого же года лодку, при своем посещении Кронштадта, осмотрел император Александр II, при нём были проведены успешные показательные испытания. 
«Его Величество благосклонно изволил осматривать все подробности устройства подводной лодки и осчастливил меня Монаршим отзывом: „Чрезвычайно умно придумано“» (А. Ф. Александровский) — цит. по.
В 1866 году, после ряда успешных дополнительных испытаний лодка была принята флотом и поступила в опытную эксплуатацию и причислена к минному отряду. На неё была назначена команда в составе 15 матросов, 5 унтер-офицеров и 1 офицера. Лодка Александровского была приписана к канонерской лодки «Отлив». Назначенный офицерский состав на канонерскую лодку назначался заведовать подлодкой на соответствующие должности. Также канонерка обеспечивала испытания.

## Служба
Лодка неоднократно совершенствовалась (на что Морским министерством было выделено 50 тысяч рублей). В 1867 году антимагнитную обшивку носовой части (в которой работал магнитный компас) заменили с латунной на более прочную медную. В ряде испытаний лодка на небольших глубинах показала неустойчивость глубины погружения, склонность к несанкционированному всплытию к поверхности. Для удержания подводной лодки на заданной глубине И. Ф. Александровским был разработан «самодействующий регулятор», но желаемых результатов так и не удалось достичь. При более глубоких погружениях лодка была устойчивее.
18 февраля 1868 года император Александр II утвердил постановление об отнесении подводной лодки к I рангу кораблей. В 1868 году установили дополнительные цистерны. После исправлений и перестроек подводная лодка Александровского под командованием Г. Ф. Эрдмана поздней осенью погружалась в Средней Кронштадтской гавани на глубину 9 м (30 футов) с экипажем из 22 человек.
«Лодка была спущена в три часа пополудни и оставалась под водой до 8-ми часов следующего утра. Во время пребывания под водой гг. офицеры и команда нижних чинов пили, ели, курили, ставили самовар. Все это происходило при отличном освещении лампами и свечами. Клапаны были все закрыты, и однако же воздух в лодке нисколько не был испорчен, все лампы и свечи горели светло и ясно, и никто не ощущал ни малейшего неудобства под водой: ели, пили, спали совершенно так, как в обыкновенных комнатах… Лодка же находилась на глубине 30 фут» (Из доклада И. Ф. Александровского об испытаниях 1868 года.)
23 января 1869 года лодку принял И. Г. Рогуля — вновь назначенный командир «Отлива». Весной для обеспечения опытов, помимо канонерки, был выделен корвет «Гридень». 3 июля 1869 года подводная лодка Александровского участвовала в смотре флота на Транзундском рейде, где она прошла дистанцию около 300 сажень (чуть более 640 метров) на глубине 14 футов (4,26 м). На следующий день, во время смотра, подводная лодка получила приказание пройти под водой на глубине 4 метра от фрегата «Петропавловск» до царской яхты «Штандарт» (расстояние 600 м). Это плавание лодка также осуществила с успехом: сохраняла постоянную глубину погружения, что можно было видеть по штоку-глубинометру, специально закрепленному на ней. 20 октября, так как И. Г. Рогуля был командирован в Санкт-Петербург для наблюдения за постройкой шхуны «Ермак», заведование лодкой было передано лейтенанту К. Н. Назимову. 1 ноября лодка была поднята на железный плавучий док, где и была оставлена на зимовку.
В 1870 году был проведён ещё ряд доработок, успешных испытательных плаваний и погружений. В средней части лодки смонтировали вторую башенку высотой 182 см и диаметром 76 см.
С начала кампании 1871 года на «Отливе» сменился командный состав — должность командира исполнял Назимов, старшего офицера — штабс-капитан Г. Г. Семенов, механиков не меняли (старшим остался поручик Блинов, а младшим прапорщик Сметанников), также на должность корабельного медика был назначен младший ординатор Кронштадтского морского госпиталя А. В. Любинский — специалиста в области корабельной вентиляции, который к тому моменту уже опубликовал ряд статей на эту тему в «Медицинских прибавлениях к Морскому сборнику». Соответствующий приказ был издан 9 мая Главным командиром порта. В этом же году в Бьёркезунде было произведено испытание прочности корпуса лодки (без экипажа) на максимальную глубину погружения под надзором контр-адмирал В. А. Стеценко. Лодка успешно погрузилась на глубину 24 метра (14 саженей) и благополучно всплыла без дефектов корпуса. Позже выяснилось, что лотлинь поданный с корвета «Гридень» был неверно размечен, и действительная глубина не превышала 13 саженей. 30 июля, при следующем погружении уже на 30-метровую глубину, корпус был раздавлен водой. В 1872 году, когда лодка лежала на дне Бьёркезунда заведовать её назначен капитан 1-го ранга Андреев.
В 1873 году Александровскому удалось поднять лодку, однако ремонт и восстановление было признано нецелесообразным. Лодка была установлена в плавучий док в Кронштадте, а в августе того же года перевезена в эллинг Нового Адмиралтейства. Александровский предлагал при ремонте удлинить лодку на 10 футов.
В октябре 1875 года И. Ф. Александровский предложил Морскому министерству новый проект подводной лодки, водоизмещением 630 тонн с комбинированной энергетической установкой (паровой и пневматический двигатели), однако он не был принят к рассмотрению. Тогда он предложил заменить пневматическую машину паровой с мощностью около 700 л. с., но тоже безуспешно. В 1876 году Александровский выдвинул проект паровой подлодки с нефтяным обогревом парового котла, но и это предложение не было принято.
До 1878 года изобретатель предпринимал неоднократные попытки ремонта субмарины.
«Если морское министерство будет продолжать мне ещё доверять, я смело могу сказать, что из моей ПЛ я создам такое миноносное судно, которое заставит содрогнуться самого страшного броненосца» — А. Ф. Александровский, «Морской сборникъ», № 5, 1878 год.
В 1881 году Александровский разработал проект ещё одной подводной лодки водоизмещением 460 тонн с паровым двигателем, который топился нефтью. По расчётам изобретателя, в надводном положении лодка смогла бы развивать скорость до 15 узлов, в подводном 10, однако и этот проект не был принят к реализации. В конце 1880-х годов И. Ф. Александровский вновь предложил усовершенствованный проект своей подводной лодки.
В 1901 году, спустя 5 лет после смерти изобретателя, подводная лодка Александровского была распилена на металлолом.

## Тактико-технические характеристики
- Длина лодки — 33 метра;
- Ширина в наибольшем месте — 4 метра[1] (3,66 метра[4][6]);
- Максимальная высота — 5,5 метра;
- Глубина в трюме (высота) — 3,66 метра;
- Водоизмещение — 352 (надводное) или 362 (подводное) тонны[2];
- Толщина стальной обшивки — от 9 до 12 мм[6]
- Балластная цистерна всплытия-погружения — 11 м3, давление продувки до 10 кг/см;
- Запас сжатого воздуха (для пневматической силовой установки и дыхания экипажа) — 200 баллонов диаметром по 14 дюймов[4], по 6 норм.м3 каждый под давлением 60—100 атм.;
- Мощность силовой установки (два пневматических двигателя) — 234 (2 х 117) л. с.[1] (400 л. с.[4][6]);
- Запас подводного хода — 30 морских миль или 8 часов;
- Команда — 6 офицеров и 15 матросов[1], (22 человека: командир, 5 офицеров, 1 врач и 15 унтер-офицеров и нижних чинов[4]);
- Подводная скорость — до 3,5 узлов[4] (до 10 верст в час[6]).

В конструкции лодки Александровского использован прообраз современных уравнительных цистерн — поплавковый цилиндр. Имелось два горизонтальных и один вертикальный руль, магнитный компас, водолазная камера, самоспасательные кожаные понтоны.

## Вооружение
Подводная лодка Александровского была вооружена связкой из двух плавучих мин, соединённых тросом. Зайдя под вражеское судно, лодка должна была отдать трос, мины подвсплывали с двух сторон поражаемого судна, удерживаясь в подводном положении тросом под его днищем. Отойдя на безопасное расстояние, лодка должна была подорвать мины гальваническим взрывателем, кнопка которого (находившаяся на лодке) была дистанционно связанным с минами под водой проводом.